# アゾシン
アゾシン(Azocine)は、分子式C7H7Nの複素環式化合物である。7つの炭素原子、1つの窒素原子、4つの二重結合からなる不飽和八員環より構成される。
飽和または部分的に置換したアゾシン環は、アゾシン類と呼ばれるオピオイドの分類の骨格をなす。ここには、シクラゾシン、ペンタゾシン、フェナゾシンが含まれる。
完全に飽和したアゾシンは、アゾカンと呼ばれる。
アゾシン環は、海洋アルカロイドのマンザミン類等の様々な天然化合物に含まれる。そのような化合物の1つはナカドマリンAで、融合六員環系の中に部分的に飽和したアゾシン環を含む。

ナカドマリンA